# بوستان ملت (مشهد)

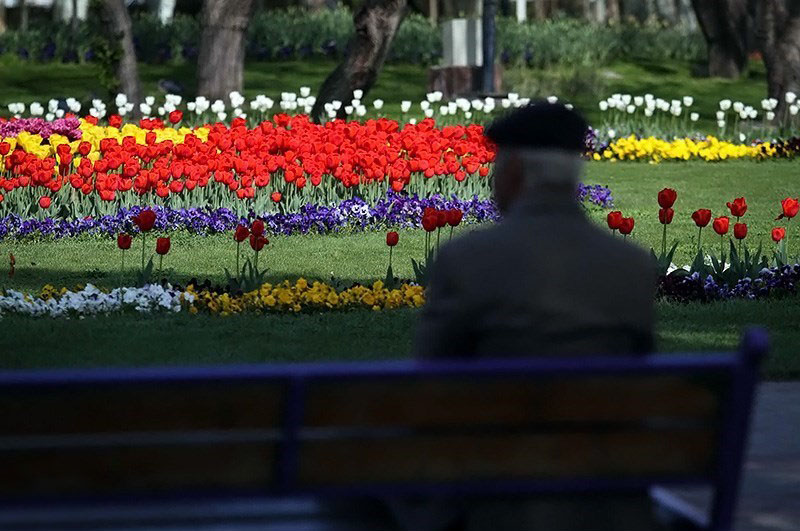
پارک ملت مشهد

بوستان ملت مشهد یکی از بزرگ‌ترین و قدیمی‌ترین بوستان‌های شهر مشهد است که در غرب این شهر قرار دارد.

## تاریخچه
بوستان ملت، قدیمی‌ترین بوستان شهر مشهد است که در سال ۱۳۴۳ خورشیدی و در دوره محمدرضا پهلوی با نام پارک آریامهر، در مکانی که در آن زمان خارج از محدوده شهری بود احداث گردید. با توسعه شهر مشهد در دهه‌های بعد، این بوستان اکنون در بافت شهری قرار گرفته است.

## موقعیت
بوستان ملت در غرب شهر مشهد و در حاشیه بزرگراه وکیل‌آباد و در ضلع شمال غربی تقاطع آزادی واقع شده است. میدان آزادی مشهد به دلیل همجواری با بوستان ملت از قدیم به عنوان «فلکه پارک» در میان مردم شناخته می‌شود.

## ویژگی‌ها
مساحت این بوستان ۷۲۰ هزار متر مربع (۷۲ هکتار) است. این بوستان شامل بیش از ۳۵ هزار اصله درخت است که قدمت برخی از آن‌ها به چند ده سال می‌رسد. بوستان ملت از بزرگ‌ترین و دیدنی‌ترین بوستان‌های مشهد و همچنین کشور به‌شمار می‌رود.
در ضلع شرقی بوستان (همجوار تقاطع آزادی)، دریاچه بوستان قرار گرفته است. امکان قایقرانی در این دریاچه با خرید بلیط وجود دارد. در پشت این دریاچه، مجتمع جانبازان بوستان ملت راه‌اندازی شده است که به صورت ۲۴ ساعته به ۱۵۰ نفر از جانبازان قطع نخاعی خدمات ارائه می‌دهد. [نیاز به منبع برای مجتمع جانبازان] در مرکز بوستان ساختمان فرهنگی هنری علی بن موسی الرضا قرار دارد که شامل کتابخانه، کلاس‌های فرهنگی هنری، مسجد و موارد دیگر است.
در ضلع غربی بوستان (همجوار منطقه آزادشهر) زمین‌های ورزشی بوستان قرار گرفته است. این زمین‌ها شامل بزرگ‌ترین استخر روباز مشهد به مساحت ۱۲۵۰ مترمربع (طول ۵۰ متر و عرض ۲۵ متر و با عمق ۱ تا ۳ متر) با گنجایش ۴۰۰ نفر، زمین چمن فوتبال، والیبال، بسکتبال، تنیس، پیست اسکیت و سایر امکانات ورزشی می‌باشد. به علاوه دور تا دور بوستان، مسیر مخصوص دویدن و ورزش وجود دارد.
«باغ رز» قسمتی سرپوشیده از بوستان است که ویژهٔ بانوان بوده و دارای امکانات و تجهیزات ورزشی می‌باشد.

## شهربازی

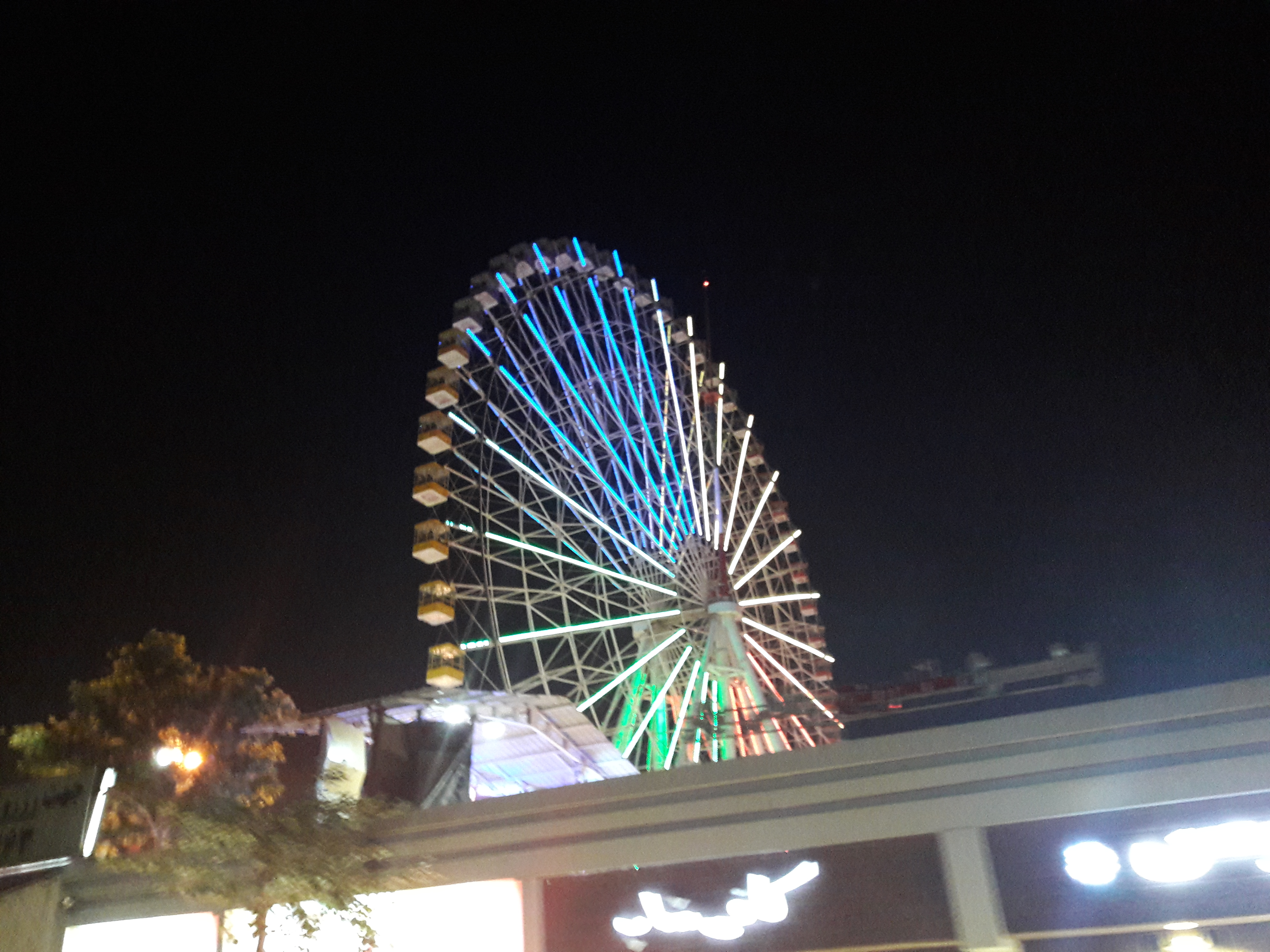
چرخ‌وفلک پارک ملت مشهد

از قسمت‌های مرکزی تا قسمت‌های شرقی بوستان، شهربازی آن قرار گرفته است. این شهربازی در سال ۱۳۵۱ خورشیدی احداث شد و اولین شهربازی مشهد محسوب می‌شود. این شهربازی تا به امروز تغییرات بسیار زیادی کرده است.
چرخ‌وفلک این شهربازی با قطر ۸۰ متر، یکی از بزرگ‌ترین چرخ و فلک‌های خاورمیانه و سی و هشتمین چرخ و فلک مرتفع در دنیا می‌باشد. این چرخ و فلک ۲۵۰ تنی در سال ۱۳۸۴ به بهره‌برداری رسید و قادر است در هر دور خود ۴۵۰ نفر را تا ۸۰ متر بالا ببرد. لازم است ذکر شود، این چرخ فلک را بخش خصوصی، طی دو سال نصب و راه‌اندازی کرده است. این مجموعه اولین دارنده استاندارد تجهیزات شهربازی در کشور است که از سال ۱۳۹۰ به عضویت اتحادیه جهانی IAAPA درآمده است.